# Marcello Soleri
Pour les articles homonymes, voir Soleri.
Marcello Soleri (Coni le 28 avril 1882 - Turin le 22 juillet 1945) était un homme politique italien et un officier du corps d'infanterie des Alpini.
Il est largement considéré comme l'un des principaux représentants du libéralisme politique dans l'Italie du XXe siècle. Soleri a été membre du Parlement entre 1913 et 1929. En 1921/22, il a été successivement ministre italien des finances et (plus brièvement) ministre italien de la guerre. Après la chute de Mussolini, il est revenu au gouvernement en 1944 en tant que ministre italien du Trésor sous la direction du Premier ministre Ivanoe Bonomi,,.

## Biographie

### Provenance et premières années
Marcello Soleri est né à Coni, une ville de taille moyenne située dans la région des collines entre Turin et la mer Méditerranée. Il est le cadet de deux ans des deux fils de ses parents Modesto Soleri (1847–1898),
. Modesto Soleri (1847-1898), son père, originaire de la petite ville de Dronero, est devenu l'ingénieur en chef de la province de Coni. Modesto Soleri, qui s'était engagé dans la politique au niveau municipal, était l'ami, depuis l'école, d'Edmondo de Amicis, dont il partageait les convictions "chrétiennes-libérales-sociales" (bien que de façon moins tranchante que son ami). En 1894, au cours d'une période de nervosité gouvernementale accrue, Modesto Soleri a été brièvement emprisonné pour conspiration socialiste présumée. La mère de Marcello Soleri, née Elvira Peano, était la sœur de Camillo Peano : c'était une famille de politique.
Plusieurs sources rappellent que Modesto Soleri a inculqué à ses fils, Elvio et Marcello, un puissant sens du devoir. Marcello n'avait cependant que 16 ans lorsque son père est décédé, et la mère des garçons a dû s'installer à Turin et compter sur le soutien discret d'amis et de parents pour faire vivre la famille. Le père de Marcello Soleri a également veillé à ce que ses garçons soient bien versés dans les "Doveri degli uomini" (approximativement, "Les devoirs des hommes") et les "Doveri dell'uomo" (approximativement, "Les devoirs de l'homme"), deux ouvrages influents écrits respectivement par le poète patriote turinois du XIXe siècle Silvio Pellico et Giuseppe Mazzini, le prophète et le mentor de l'unification italienne.
S'étant inscrit à l'université pour étudier le droit, Marcello Soleri obtient sa licence en 1903, ayant conclu ses études par un mémoire sur le droit de la famille qu'il fait publier presque immédiatement. Il n'avait pu terminer ses études de premier cycle que grâce à la générosité financière d'amis de la famille, notamment de l'homme politique de premier plan Giovanni Giolitti. (Les Giolitti, comme les Soleri, étaient originaires de la vallée de Maïra). Alors qu'il était encore étudiant, il avait également augmenté ses revenus et développé sa conscience politique en se lançant dans une carrière de journaliste à temps partiel, en collaborant à la Sentinella delle Alpi, un quotidien publié à Coni et appartenant à Tancredi Galimberti, un politicien ambitieux qui était un fidèle partisan de Giolitti (jusqu'en 1903, date à laquelle une alliance politique apparemment solide fut brusquement remplacée par une rivalité politique acerbe entre les deux hommes). Le premier article de Soleri pour le Sentinella est paru en novembre 1900.

### Avocat et homme de réseau politique
Après avoir quitté l'université en 1904, il poursuit ses activités en tant que journaliste à temps partiel, contribuant à des publications juridiques nationales telles que "Archivio giuridico" et "Giurisprudenza italiana". Entre-temps, il retourne à Coni où il entame une carrière juridique, en travaillant pour le cabinet d'avocats dirigé par Giacinto Dalmassi. En 1907, il épouse Tisbe Sanguinetti, la fille d'un officier supérieur de l'armée. Le fils du couple (et leur seul enfant), un autre Modesto Soleri, naît un an plus tard.
Comme beaucoup de jeunes, Marcello Soleri développe une passion juvénile pour le socialisme, qui, à cette époque, est encore considéré comme fermement en dehors du courant politique par la plupart des membres de la "haute bourgeoisie" du nord de l'Italie. Il fréquente les bureaux de l'"Associazione generale degli operai" (Association générale des travailleurs) dans le centre de Turin. Cependant, comme beaucoup de jeunes intellectuels socialistes enthousiastes de l'époque, il se tourne vers un libéralisme démocratique plus clair vers 1905, qui deviendra le fondement politique du reste de sa vie.
Pendant ses années d'études, Soleri s'inscrit comme membre de la Corda Fratres, une fraternité étudiante quasi-maçonnique récemment créée. Celle-ci devient rapidement la base d'un réseau qui soutiendra sa carrière politique. Le réseau des anciens étudiants membres des Corda Fratres semble avoir été particulièrement puissant à Turin, où, au début du XXe siècle, se trouvait Tancredi Galimberti, pour le journal régional influent duquel Soleri avait travaillé dès 1900. Après les élections de 1909, cependant, au cours desquelles la rivalité entre Giolitti et Galimberti était très présente, Marcello Soleri a vu son soutien de plus en plus sollicité par Giolitti, qui souhaitait s'attirer le soutien politique de l'opinion catholique modérée comme rempart contre le socialisme. Le réseautage politique de Soleri parmi les "grandes familles" de la région au cours des années précédentes avait donné des indications claires sur ses propres ambitions politiques, et le jeune avocat apparaît désormais comme un leader des courants démocratiques libéraux de la région, soutenu par Giolitti, et donc de plus en plus critique à l'égard des tendances politiques promues par Galimberti. Il fonde également un nouveau quotidien, le Corriere subalpino, afin d'améliorer son propre profil politique,.

### Un maire dynamique

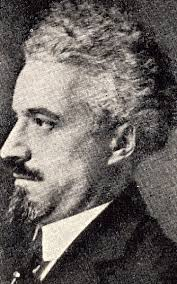
Marcello Soleri

Le 28 juillet 1912 ont lieu les élections communales au cours desquelles Marcello Soleri, âgé de 30 ans seulement, est élu maire (en italien : Sindaco) de Coni, choisi par ses partisans, selon une source, en raison de son éligibilité, alliant le sens vestimentaire d'un des 3 mousquetaires d'Alexandre Dumas à la coiffure abondante du véritable artiste. En tant que libéral-démocrate, il rassemble, parmi ses collègues conseillers, une coalition de soutien comprenant des démocrates radicaux, un banquier, un entrepreneur de soie prospère et Angelo Segre, chef de la loge locale "Vita Nova". Il fait adopter un formidable programme de création d'emplois, qui comprend un nouveau "plan d'urbanisme" intégrant une nouvelle gare pour Coni, ainsi qu'un gigantesque viaduc sur la Stura di Demonte (rebaptisé par la suite "viaduc Soleri"). Ces projets très médiatisés, tous deux achevés en 1937, ont fourni aux ouvriers du bâtiment des emplois lucratifs dans la région pendant un quart de siècle,.

### Homme politique national
Marcello Soleri lui-même est resté en poste en tant que maire pendant un peu plus d'un an. Aux élections d'octobre/novembre 1913, il réussit sa transition vers la politique nationale, se présentant comme un candidat libéral démocratique, soutenu par une coalition de partisans influents de tendance maçonnique. Tancredi Galimberti, qui se présente également aux élections, cherche à obtenir le soutien des électeurs catholiques, en signalant son soutien au pacte dit de Gentiloni, qui, à l'échelle nationale, favorise le "Premier ministre" Giolitti. Dans leur circonscription de Coni, cependant, Giolitti a réussi à convaincre Gentiloni de persuader ses partisans de ne pas appliquer le pacte. Grâce à l'intervention de Gentiloni dans la région de Coni, un grand nombre d'électeurs catholiques ont été persuadés de s'abstenir de voter et, en raison de leurs abstentions, Galimberti a perdu son siège après vingt ans. Soleri, quant à lui, a bénéficié de ces abstentions catholiques et a été élu à la XXIVe législature du royaume d'Italie. Sa première intervention à la Chambre est peu glorieuse et a lieu le 5 décembre 1913 : il s'agit d'une discussion animée avec le socialiste Carlo Altobelli. Soleri aurait rejeté l'affirmation d'Altobelli selon laquelle son succès électoral était le résultat des interventions du " Premier ministre " Giolitti dans la région de Coni, insistant au contraire sur le fait qu'il reflétait ses réalisations pendant son court mandat de maire de la ville. Il intervient de manière plus frappante le 12 juin 1914 pour défendre les petits exploitants qui se trouvaient menacés, selon lui, par les nouveaux impôts sur le patrimoine proposés par le premier gouvernement Salandra récemment installé. La coalition était dominée par l'Union libérale ((en italien: Unione Liberale) dont Antonio Salandra et Giovanni Giolitti étaient les membres dirigeants, mais Salandra, en particulier, venait de l'aile conservatrice du parti, et Soleri a voté contre ce gouvernement presque constamment. En janvier 1915, il se heurte sérieusement à Salandra lui-même, le "Premier ministre", à propos des retards pris par le gouvernement dans l'acheminement de l'aide aux milliers de survivants du tremblement de terre meurtrier d'Avezzano, survenu ce mois-là dans les collines à l'est de Rome.

### La Première Guerre mondiale
La Première Guerre mondiale a éclaté en Europe du Nord en juillet 1914, et l'Italie a dû faire face à une pression internationale intense pour y participer. Le 19 août 1914, Marcello Soleri demande au ministère de la Guerre d'être incorporé dans le corps d'infanterie des Alpini au cas où l'Italie serait entraînée dans les combats. Le chef du parti, Giovanni Giolitti, s'oppose ouvertement à la participation à la guerre, invoquant le manque de préparation militaire de l'Italie. De nombreux politiciens de premier plan (mais pas tous) sont d'accord. Soleri a des amis et des alliés politiques proches des deux côtés du "grand débat" et sa position dans les mois qui suivent est également « neutraliste », mais sa position est néanmoins nettement plus nuancée et ses discours sur la question moins polémiques que ceux de Giolitti. En février 1915, Cesare Battisti, avec le soutien de la loge maçonnique " Vita Nova " de la ville, se rend à Coni pour plaider en faveur d'une intervention militaire, non pas aux côtés des partenaires italiens de la Triple Alliance, mais en soutien de l'« entente » anti-autrichienne. Coni est l'arrière-cour politique de Giovanni Giolitti et de Marcello Soleri. Les deux hommes s'alignent en tant que « neutralistes », mais Soleri intervient néanmoins pour s'assurer que l'interventionniste Battisti puisse utiliser le théâtre de la ville pour s'adresser à son public,.
En réponse aux promesses britanniques d'agrandissement territorial d'après-guerre, l'Italie entre en guerre contre l'Autriche et l'Allemagne en avril 1915. Le 17 juin 1915, Soleri s'engage dans le 2e régiment des Alpini avec le grade de Sottotenente ("sous-lieutenant"), Il participe aux opérations militaires dans ce qu'on appelle la zone de la Carnia et, à partir de mai 1917, sur le front adjacent d'Isontino. Le 17 mai, il est grièvement blessé lors des combats sauvages du Monte Vodice. Il est hospitalisé pendant environ six mois, après quoi, en novembre 1917, il retourne sur le front, cette fois à Monte Pasubio. Peu de temps après, il a souffert d'une dépression nerveuse qui l'a obligé à retourner à Coni où il est resté jusqu'à la fin de la guerre.
En septembre 1917, Marcello Soleri reçoit la médaille d'argent de la valeur militaire et est promu au grade de capitaine ("Capitano"),,.

### Les années 20 d'entre-deux-guerres
Entre juin 1919 et mai 1920, Soleri sert le premier gouvernement Nitti en tant que sous-secrétaire d'État au ministère de la Marine. Il sert l'éphémère deuxième gouvernement Nitti en tant que sous-secrétaire d'État au ministère de l'Industrie, du Commerce et du Travail (Ministero dell'industria, del commercio e del lavoro). Il a également été nommé haut commissaire pour l'approvisionnement et la distribution des denrées alimentaires. En juin 1920, un nouveau gouvernement signale le retour au poste de "Premier ministre" de son ancien mentor Giovanni Giolitti, qui confirme sa nomination. Soleri a donc apporté une contribution importante au processus parlementaire qui a aboli la fixation « politique » (contrôlée) du prix du pain, une mesure fiscalement nécessaire mais politiquement impopulaire,.
En juillet 1921, Ivanoe Bonomi forme le premier gouvernement de coalition dirigé par les socialistes en Italie. Marcello Soleri rejoint le cabinet en tant que ministre des Finances. Sa principale tâche à ce titre consiste à réduire ou à annuler les mesures fiscales radicales sur les actifs et sur les « superprofits de guerre » qui avaient été imposées par le gouvernement précédent,.
En raison de l'augmentation de l'instabilité économique et socio-politique de l'après-guerre et de la montée concomitante de la violence fasciste, l'Italie est désormais considérée comme de plus en plus « ingouvernable. » C'est dans ce contexte qu'en août 1922, Marcello Soleri accepte de rejoindre le nouveau gouvernement Facta, cette fois en tant que ministre de la Guerre. (Certains suggèrent que cette nomination avait été recommandée par les nationalistes. Giuseppe Bevione était un ami de longue date de Soleri. Le nouveau gouvernement a prêté serment un peu plus de deux mois avant la Marche sur Rome de Mussolini: l'agenda politique était dominé par la menace fasciste. Au sein du gouvernement, Soleri adopte une position ambivalente caractéristique. Il ne soutient ni sans réserve les antifascistes tels que Taddei, Amendola et Alessio, ni ceux qui, comme le " Premier ministre ", Riccio et Schanzer, sont favorables à une tentative de collaboration avec la nouvelle force. Soleri s'allie aux ministres modérés (ou indécis), dont Rossi et Fulci. Néanmoins, lorsque l'ennemi juré frappe à la fin du mois d'octobre 1922, c'est Soleri qui tente de lancer une réponse décisive à l'OPA fasciste. Le 22 octobre 1922, quelques jours avant la Marche sur Rome, Marcello Soleri, en sa qualité de ministre de la Guerre, ordonne à tous les commandants militaires d'être vigilants et de se tenir prêts à assumer les pouvoirs nécessaires au maintien de l'ordre public. Il engage alors une procédure disciplinaire à l'encontre du général Emilio De Bono, qui a défié ses obligations envers le roi Victor Emmanuel III et la patrie en acceptant de commander une milice fasciste, et qui est l'un des organisateurs de la Marche. Deux décennies plus tard, revenant sur ces événements, Soleri soulignera la position ferme adoptée initialement par le roi: "Rome doit être défendue à tout prix", avait-il insisté. Soleri, comme la plupart des ministres présents, avait compris qu'il s'agissait d'une approbation de toutes les actions nécessaires pour mettre en échec un siège ou une attaque sur Rome par les fascistes en marche. Le "Premier ministre" Facta, cependant, qui (comme il s'est avéré par la suite) menait déjà depuis plusieurs semaines des négociations avec Mussolini par l'intermédiaire de Michele Bianchi, semblait très réticent à prendre toute mesure décisive. Soleri rendra toujours responsable des développements ultérieurs le fait que Facta n'ait pas soutenu la ligne ferme adoptée par son souverain.
Il y a peu de libéraux dans le gouvernement de Mussolini qui prend le pouvoir à la fin d'octobre 1922 (et aucun après avril 1924). L'engagement politique de Soleri au cours de cette période est quelque peu limité, mais il prend soin d'entretenir des relations personnelles cordiales avec le futur leader de la nation, tout en séparant très clairement ses propres idéaux et perspectives politiques de ceux du Parti national fasciste (en italien, Partito Nazionale Fascista : PNF). Après les élections générales de 1924 (qui, grâce à l'abandon de la représentation proportionnelle et à d'autres distorsions, ont ouvert la voie à vingt ans de dictature à parti unique), Soleri accepte la demande de Mussolini d'intercéder auprès du dirigeant libéral Giolitti pour le persuader de renoncer à présenter une liste de candidats du Parti libéral pour les prochaines élections régionales dans le Piémont. À son soulagement non dissimulé, Soleri échoue dans sa mission auprès de Giolitti. Son propre nom est en effet inscrit sur la liste du parti pour les élections régionales du Piémont, qui ont lieu quatre mois après les élections nationales, en août 1924, et il remporte un succès électoral significatif dans la circonscription de Coni. Toutefois, ses contributions politiques les plus importantes restent celles qu'il apporte sur la scène nationale.
Après l'assassinat du député Giacomo Matteotti par des paramilitaires fascistes, Soleri s'oppose avec véhémence aux propositions sécessionnistes dites de l'Aventin. Bien que la présence des partis d'opposition au Parlement ait été considérablement réduite à la suite de la manipulation des règles régissant les élections générales de 1924, il y avait encore des personnes qui pensaient que les excès post-démocratiques de Mussolini pourraient être endigués par le pouvoir. Soleri a soutenu que les membres de l'opposition devaient continuer à assister aux sessions parlementaires dans l'espoir désespéré que la grande majorité nationale fasciste puisse d'une manière ou d'une autre se briser,.
Le Parti libéral est en mesure de tenir une conférence nationale du parti à Livourne du 4 au 6 octobre 1924. Soleri apparaît comme l'un des principaux représentants de la position antifasciste, ce qui place les libéraux favorables à une position collaborationniste fermement en minorité. Au Parlement, les élections manipulées de 1924 laissent le parti avec seulement 15 des 535 sièges. La "Liste nationale" de Mussolini est en mesure de dominer les débats parlementaires avec ses 374 sièges. Soleri apporte néanmoins quelques contributions significatives. Le 20 novembre 1924, il intervient pour mettre en évidence les contradictions de la position du groupe Giolitti, qui s'est détaché du parti libéral pour rejoindre la "Liste nationale", et qui se retrouve maintenant à soutenir un programme intérieur nettement illibéral. Le 12 décembre 1924, il intervient pour attirer l'attention sur le caractère intrinsèquement inconstitutionnel de la " Milice volontaire pour la sécurité nationale " du gouvernement (connue par la postérité, plus simplement, comme les paramilitaires " Chemises noires"),.
Après le discours de Mussolini au Parlement le 3 janvier 1925 et les purges qui s'ensuivent, le groupe Giolitti abandonne sa tentative de civiliser le gouvernement fasciste et se retire de la " liste nationale " du leader. Leur nombre est insuffisant pour avoir un impact visible sur l'arithmétique parlementaire, mais la réunification du groupe libéral au Parlement représente une justification de la position déjà prise, et exprimée avec force en public, par Marcello Soleri. Il continue à s'exprimer, utilisant son statut de parlementaire pour prononcer une série de discours durs et sans compromis contre la législation fasciste post-démocratique en 1925 et 1926. Il s'exprime contre les lois visant à se passer des services de fonctionnaires (sélectionnés) le 19 juin 1925 et contre les lois restreignant la liberté de la presse le 20 juin 1925. Le 26 mai 1926, il s'exprime contre la « purge judiciaire » des registres des syndicats. Le discours prononcé par Soleri devant le Parlement le 29 avril 1926, à la mémoire de Giovanni Amendola, un antifasciste de premier plan qui était mort à Cannes au début du mois après avoir été sauvagement agressé en Toscane par 15 paramilitaires fascistes, revêt une importance particulière,. Ces événements entraînent la rupture définitive de toute relation personnelle résiduelle avec Mussolini. Néanmoins, après le 9 novembre 1926 et l'exclusion de la chambre des 123 députés dits " de l'Aventin ", le groupe libéral continue à siéger au parlement où, désormais, il constitue la seule opposition parlementaire jusqu'à la fin de 1928. Lors des élections générales suivantes, cependant, seul le Parti national fasciste est autorisé à présenter des candidats.
À la fin de son mandat parlementaire, Soleri retourne à Coni et reprend son travail professionnel d'avocat. Il reste en contact avec le roi jusqu'à la fin de 1940, ce qui est facilité par les vacances d'été régulières du roi dans le cadre simple et rafraîchissant de Sant'Anna di Valdieri, non loin de là. Il reste également en contact avec son vieil ami et ancien commandant de l'époque où ils étaient ensemble sur le front à Monte Vodice en 1917, le maréchal Pietro Badoglio, l'homme qui prendra la tête du gouvernement en juillet 1943 (Ordre du jour Grandi),.
Au début de l'année 1943, alors que le pays se trouve dans une situation désastreuse sur de nombreux fronts, le roi tente d'entrer en contact avec les membres de l'opposition politique « légale » au gouvernement de Mussolini qu'il peut trouver. Le 8 juin 1943, Victor Emmanuel II§i tient une réunion avec Marcello Soleri à Rome. Soleri conseille au roi de démettre Mussolini et d'essayer de mettre en place un gouvernement "apolitique" qui pourrait entamer d'urgence des négociations avec les représentants de l'alliance anglo-américaine. Le roi le laisse parler sans l'interrompre ni réagir, laissant à Soleri l'impression que son conseil n'a pas été accepté. Avec un peu de recul, il apparaît toutefois que le roi recevait des conseils largement similaires de la part d'un certain nombre d'hommes politiques de haut rang qui avaient été persuadés de prendre leur retraite politique dans les années 1920.
Le 16 juillet 1943, Soleri est de nouveau invité à Rome, cette fois pour une réunion avec le comte Pietro d'Acquarone, qui, en tant que ministre de la Maison royale, assume désormais un rôle politique inhabituel, adapté à cette époque exceptionnelle. D'Acquarone l'informe que le monarque se rallie à l'idée d'un gouvernement de soldats et d'experts techniques, dirigé par le maréchal Badoglio. Cependant, D'Acquarone lui annonce également que les hommes qui avaient dirigé le Parti libéral italien (Partito liberale italiano, PLI) avant le cauchemar fasciste insistent sur le fait que, l'invasion de l'Italie étant désormais clairement imminente, l'installation d'un gouvernement « politique » est nécessaire. Soleri soutient l'idée d'un gouvernement dirigé par Pietro Badoglio et recommande la nomination comme ministres Leopoldo Piccardi et Leonardo Severi. Il s'attire ainsi une forte opposition des grands du Parti libéral, également présents en ville, qui militent pour la création d'un gouvernement de remplacement dirigé conjointement par Badoglio et Ivanoe Bonomi.

### L'après-fascisme
La chute du fascisme est généralement fixée à la réunion de nuit du Grand Conseil, les 24/25 juillet 1943. La réunion aboutit à un vote de défiance envers Mussolini et est suivie le lendemain matin par la destitution (par le roi) et l'arrestation du dirigeant. Un nouveau gouvernement dirigé par le maréchal Badoglio entame alors des négociations secrètes avec les Anglo-Américains. Soleri est alors de retour à Coni. Il retourne à Rome au début du mois d'août et rencontre Badoglio et certains des nouveaux ministres du gouvernement. Il expliquera plus tard qu'il s'est lui-même tenu à l'écart du nouveau gouvernement pour s'assurer que Badoglio recevrait tout le crédit du désengagement de l'alliance allemande. À cette époque, les armées anglo-américaines avaient envahi la Sicile et étaient en train de se frayer un chemin vers Rome. En octobre, Soleri est de retour à Coni qui, ce mois-là, est occupée militairement par les forces allemandes (bien que, pendant les deux années suivantes, la petite ville reste le centre de combats sauvages entre les Allemands, toujours invaincus, et les partisans antifascistes italiens). Le 6 octobre 1943, Soleri prend le chemin du retour vers Rome. Le voyage n'est pas sans incident. Néanmoins, le 12 novembre 1943, il arrive au Séminaire pontifical de Saint-Jean-de-Latran. Depuis un certain temps, le pontife avait fait de Saint-Jean-de-Latran un lieu d'accueil pour diverses personnes risquant d'être attaquées et persécutées par les nazis allemands et les fascistes italiens. Au cours des derniers mois de 1943, le complexe de l'église a accueilli plusieurs des membres les plus importants de la classe politique qui, peu après, sont devenus les dirigeants politiques de l'Italie post-fasciste. Parmi eux figuraient Ivanoe Bonomi, Alcide De Gasperi, Meuccio Ruini, Alessandro Casati et Pietro Nenni. Soleri continue à participer aux réunions du Comité de libération nationale, mais celles-ci deviennent de plus en plus houleuses. Pendant ce temps, il utilise son temps libre loin de chez lui pour travailler sur ses mémoires. Celles-ci contiennent des pages d'une grande importance pour ceux qui souhaitent reconstituer les événements critiques de l'histoire récente de l'Italie, ainsi que des réflexions et des évaluations perspicaces concernant l'histoire politique à laquelle il a participé. Il quitte le séminaire le 6 février 1944, confiant son manuscrit à la garde du recteur Roberto Ronca. Ronca ne le rendra public qu'après le 4 juin 1944, lorsque Rome sera enfin libérée de l'occupation allemande. Entre-temps, entre février et juin 1944, Soleri a trouvé refuge dans les maisons de la ville d'une succession d'amis et de parents, en prenant soin de ne jamais rester dans une seule maison pendant très longtemps.
Après le sauvetage époustouflant de Mussolini par ses anciens alliés allemands en septembre (Opération Eiche), l'ancien dictateur se voit confier le contrôle nominal de la République sociale italienne, un État fantoche en perte de vitesse composé de territoires où l'armée allemande exerce toujours un contrôle effectif. Alors que la menace allemande s'éloigne lentement vers le nord, le gouvernement italien sort de l'ombre. En juin 1944, Rome passant sous le contrôle militaire des Américains et des Britanniques, le maréchal Badoglio démissionne et, le 18 juin 1944, un nouveau gouvernement, dirigé par Ivanoe Bonomi, prend les rênes. Marcello Soleri, désormais ministre du Trésor, en est un membre éminent. Après cinq mois, le gouvernement démissionne afin de préparer le terrain pour les premières élections nationales démocratiques depuis 1921. Toutefois, avant que les élections générales n'aient lieu, un nouveau gouvernement a prêté serment sous la direction de Ferruccio Parri, dans lequel Soleri a conservé son portefeuille du Trésor. Il s'emploie activement à trouver des moyens de soutenir les travaux de reconstruction d'après-guerre qui font cruellement défaut, obtenant des fonds de diverses manières, tant conventionnelles qu'"imaginatives". La nomination, le 5 janvier 1945, d'un nouveau gouverneur de la Banque d'Italie revêt également une grande importance. Le poste était vacant depuis la révocation et l'emprisonnement de Vincenzo Azzolini. Le nouveau titulaire est Luigi Einaudi, connu à l'époque comme un éminent journaliste financier qui avait suspendu ses contributions aux grands journaux italiens pendant les années de dictature. (Il avait, pendant de nombreuses années, collaboré au The Economist basé à Londres). Luigi Einaudi combinait sensibilité politique et instincts économiques conventionnellement sains avec un profond engagement envers l'européanisme. Lorsqu'il s'agissait de créer une économie d'après-guerre stable qui fonctionnerait dans l'intérêt des citoyens italiens, Soleri et Einaudi formaient une équipe efficace,.
L'appareil fiscal de base de l'État est revenu à une certaine forme de normalité et les recettes fiscales ont augmenté. Dans le même temps, le fait que le gouvernement n'ait plus à supporter des dépenses militaires massives a permis de dégager un dividende fiscal substantiel. Il n'y avait plus de grand empire colonial à administrer et à défendre. La récente inflation des prix et des coûts était également liée à la dévaluation de la monnaie, ce qui a entraîné une réduction bénéfique de la valeur « monétaire réelle » et du coût de la dette publique accumulée. En avril 1945, Soleri a émis le "prestito della Liberazione" (les « obligations de la libération »), un investissement à terme fixe de 5 % offert aux épargnants: dans les régions du nord (plus prospères et, dans certains cas, récemment libérées), une deuxième émission a eu lieu en juillet 1945. La réaction a été suffisante pour avoir un effet mesurable sur les finances nationales. À la fin de l'année, les attentes concernant la croissance économique future se réalisent dans une certaine mesure, et même l'inflation diminue,.
Au milieu de l'année 1945, il semble que Marcello Soleri soit l'homme le plus susceptible de prendre la tête du Parti libéral italien. Cependant, à l'insu de la plupart des gens, il était gravement malade depuis un certain temps : la durée de cette maladie n'est pas claire. Il mourut à Turin le 22 juillet 1945.

### Alpini
Parallèlement à ses engagements politiques, pendant les années de paix et de guerre, Marcello Soleri est l'un de ceux qui font tout leur possible pour soutenir l'Associazione Nazionale Alpini (Association nationale des Alpini - anciens combattants). Il a été président de l'association entre septembre 1943 et juillet 1945.

## Distrinctions
- Médaille d'argent  de la valeur militaire
- "Se trouvant en première ligne, alors que pour des raisons de sa fonction, il se déplaçait le long de la ligne en traversant avec calme et au mépris du danger des zones intensément battues par des mitrailleuses, il a été grièvement blessé à l'épaule. Il a refusé de se rendre au poste de secours, et toujours calme et serein est resté dans la ligne de feu, jusqu'à ce qu'il voie notre occupation fortement renforcée sur la position conquise. Quota 652-Vodice, 18-19 mai 1917".

## Source
- (en) Cet article est partiellement ou en totalité issu de l’article de Wikipédia en anglais intitulé « Marcello Soleri » (voir la liste des auteurs).